# Exorista manifesta
Exorista manifesta är en tvåvingeart som först beskrevs av Walker 1860.  Exorista manifesta ingår i släktet Exorista och familjen parasitflugor. Inga underarter finns listade i Catalogue of Life.